# Invasões Maraves
As Invasões Maraves deram-se no séc XVII, quando os maraves, um povo banto, migraram para o território que é hoje Moçambique. Os maraves entraram em confronto com o Império do Monomotapa, com os macuas, com os portugueses e fundaram vários reinos entre o Zambeze e o lago Niassa. Entre estes reinos contavam-se o reino de Calonga, o reino de Lundu, o reino de Undi e o reino de Kaphwiti.

## História
Parece que em meados do séc. XVI alguns chefes maraves abandonaram a região de Catanga e seguiram com os seus clãs para sul, provavelmente em resultado de fome que pela região grassava. À medida que avançavam, saqueavam aldeias, construíam fortes acampamentos fortificados e reuniam cada vez mais seguidores.
Em 1570, os portugueses entraram em confronto os ambios ou macabires que tinham invadido a região a norte do Zambeze. Liderava-os um chefe chamado Sonza mas foi pesadamente derrotado. Fixaram-se por isso em território macua, desalojando o chefe Maurusa e o seu povo, que por sua vez se deslocaram para o território costeiro em redor da Ilha de Moçambique, onde os portugueses tinham terras e plantações. Os portugueses entraram em confronto com os macuas de Maurusa em 1585.
Por volta da mesma altura, os zimbas invadiram a região em frente às Ilhas Quirimbas, saquearam Quíloa, Mombança e prosseguiram até Melinde, cidade aliada dos portugueses, que os rechaçaram ali. Em 1592, uma expedição portuguesa partida de Tete atravessou o Zambeze para ajudar um aliado a derrotar os mumbos que tinham invadido o seu território. Dois anos mais tarde, semelhante pedido chegou a Tete de um chefe a juzante do rio, que fora atacado pelo chefe zimba Tondo. Duas expedições portuguesas foram para lá enviadas mas ambas foram derrotadas. Após a derrota dos portugueses, os maraves continuaram até alcançarem o Zambeze e alguns lograram atravessar esta barreira.
A maior travessia do Zambeze pelos maraves fez-se em 1597, quando dois grupos, comandados por Campampo e Chicanda, ambos enviados pelo chefe Chunza, atravessaram o rio mas ficaram encurralados entre os povos carangas e os portugueses de Sena e Tete. Campampo retirou-se com a sua hoste depois de ser confrontado pelos portugueses auxiliados por guerreiros carangas, ao passo que Chicanda negociou um tratado de paz com o Monomotapa, sendo-lhe permitido estabelecer-se no território. Construiu um acampamento fortificado com muralhas de madeira e um fosso e revoltou-se em 1599 mas a sua fortaleza foi sitiada pelos portugueses em auxílio do Monomotapa e acabaou expulso do território.
Não conseguindo prosseguir para sul, os maraves continuaram para leste e estabeleceram novo reinos em território macua. Os maiores eram Calonga, Lundu e Undi.
Em 1608 os portugueses recrutaram 4000 guerreiros maraves chefiados por Muzura, régulo de Calonga, permitindo-lhes intervir com sucesso na política no Monomotapa. Este auxílio foi retribuído pelos portugueses com ajuda contra o reino de Undi, permitindo assim a Muzura estabelecer a sua supremacia sobre os demais reinos maraves. Em 1614, os portugueses voltaram a recrutar mercenários maraves para se envolverem na guerra-civil do Monomotapa, desta vez aos reinos de Lundu e Undi.
Com a morte do monomotapa Gatse Lucere, Muzura fez uma invasão maciça da carangalândia, numa última tentativa de transpôr o Zambeze e atacou Sena e Tete mas foi derrotado. Em 1631, Muzura atacou o monomotapa Mavura, rei que os portugueses tinham instalado no trono pela força das armas e atacou Quelimane, única cidade portuguesa a norte do Zambeze. Novamente falhou na conquista da cidade e no ano seguinte sofreu o contra-ataque português.
Ao longo do séc. XVII o reino de Calonga e firmou-se como o mais importante dos reinos maraves e o seu rei como imperador ou chefe de uma confederação que os unia. A sua capital, Marave, localizava-se meia légua a ocidente do lago Niassa, onde é hoje o Malawi. A seguir a Calonga, o mais importante reino marave era o reino de Lundu, que se extendia do Zambeze até ao mar mas não abrangia a cidade de Quelimane e o seu território envolvente. Os chefes macuas em redor de Quelimane procuraram a protecção dos portugueses contra os maraves, o que lhes permitiu reclamar o domínio de um território em redor da cidade até vinte légua para norte e dez léguas para o interior. Os maraves atacaram várias vezes Quelimane mas foram sempre rechaçados.
À excepção da cidade de Quelimane, os portugueses deixaram o território a norte do Zambeze sob o domínio marave e não intervieram na região até ao séc. XVIII.